# Marcin Libicki
Marcin Wojciech Libicki (ur. 2 lutego 1939 w Poznaniu) – polski polityk, historyk sztuki, poseł na Sejm I, III i IV kadencji, od 2004 do 2009 poseł do Parlamentu Europejskiego.

## Życiorys
Ukończył studia w Instytucie Historii Sztuki UAM w Poznaniu. W latach 1961–1966 był pracownikiem naukowym UAM. Na początku lat 80. zakładał „Solidarność” Rolników Indywidualnych w województwie poznańskim.
Po 1989 działał w ZChN (do 2001), następnie w Przymierzu Prawicy (do 2002) oraz w PiS. Trzykrotnie był wybierany na posła na Sejm, w 1991 z listy Wyborczej Akcji Katolickiej, w 1997 z listy AWS i w 2001 z ramienia PiS w okręgu poznańskim. Reprezentował polski Sejm w Zgromadzeniu Parlamentarnym Rady Europy. W maju 2004 został europosłem V kadencji w ramach delegacji krajowej. W tym samym roku w wyborach uzyskał mandat posła do Parlamentu Europejskiego VI kadencji w województwie wielkopolskim. W Europarlamencie VI kadencji pełnił funkcję przewodniczącego Komisji Petycji, przygotował przyjęty przez tę komisję dokument roboczy negatywnie oceniający działalność niemieckich urzędów typu jugendamt. W 2008 Parlament Europejski przyjął raport jego autorstwa krytycznie oceniający budowę gazociągu Nord Stream.
Według IPN figuruje w dokumentach Służby Bezpieczeństwa jako kontakt operacyjny Departamentu I MSW (wywiadu PRL). Marcin Libicki zaprzeczył współpracy z SB, ponadto trzykrotnie składał oświadczenia lustracyjne, które nie zostały zakwestionowane. Wystąpił o tzw. autolustrację, Sąd Okręgowy w Poznaniu uznał jego oświadczenie lustracyjne za prawdziwe.
9 kwietnia 2009 opuścił Prawo i Sprawiedliwość na znak protestu wobec decyzji komitetu politycznego tej partii o skreśleniu go z wielkopolskiej listy PiS w kolejnych wyborach do Parlamentu Europejskiego (formalnie przestał być członkiem partii 14 lipca 2010). Nie ubiegał się ostatecznie o ponowny wybór do PE. 9 stycznia 2010 przystąpił do nowo powstałego ugrupowania Polska Plus, którego został wiceprezesem.
W wyborach prezydenckich w 2010 wbrew stanowisku swojej partii poparł kandydaturę Marka Jurka i wszedł w skład jego społecznego komitetu poparcia. Wraz z samorozwiązaniem Polski Plus (24 września 2010) wystąpił z tej partii, nie przystępując do PiS. Popierał później tworzące się ugrupowanie Polska Jest Najważniejsza i uczestniczył w jego konwencjach.
Został kawalerem Zakonu Kawalerów Maltańskich, członkiem honorowym Klubu Zachowawczo-Monarchistycznego oraz członkiem rady nadzorczej Stowarzyszenia Pracowników, Współpracowników i Przyjaciół Rozgłośni Polskiej Radia Wolna Europa Imienia Jana Nowaka-Jeziorańskiego w Warszawie.

## Życie prywatne
Wnuk Stanisława Libickiego – prezesa Towarzystwa Kredytowego w Warszawie, działacza narodowego, zesłańca z 1905, komandora orderu Polonia Restituta. Syn Janusza Libickiego – prawnika, zastępcy profesora Uniwersytetu Poznańskiego, zamordowanego w Katyniu. Brat Jacka Libickiego, geologa i inżyniera.
Zawarł związek małżeński z Anną Deręgowską-Libicką, z którą ma czwórkę dzieci: Jana Filipa, Piotra, Annę i Pię. Pochodzi z rodziny szlacheckiej pieczętującej się herbem Jelita. Zamieszkał w Radzewicach.

## Publikacje
- Marcin Libicki, Piotr Libicki: Dwory i pałace wiejskie w Wielkopolsce. Poznań: Rebis, 2008, s. 600. ISBN 978-83-7301-243-1.
- Marcin Libicki: Poznań. Przewodnik. Poznań: Gazeta Handlowa, 1997, s. 327. ISBN 83-902028-4-0.
- Marcin Libicki: Europa. Najpiękniejsza opowieść. Poznań: Zysk i S-ka, 2019, s. 1450. ISBN 978-83-811-6363-7.